# Arthur's Quest: Battle for the Kingdom
Arthur's Quest: Battle for the Kingdom è uno sparatutto in prima persona fantasy sviluppato dalla 3LV Games e pubblicato dalla ValuSoft nel 2002. Il giocatore veste i panni di un giovane Artù, incaricato di uccidere la malvagia strega Morgana.
Il gioco non ha nulla a che fare con King Arthur's Quest, videogioco uscito nel 1985, né con l'omonima serie TV uscita nel 1999; è inoltre noto per un'accoglienza critica estremamente negativa.

## Modalità di gioco
Arthur's Quest si svolge in una prospettiva in prima persona, e il giocatore usa principalmente armi corpo a corpo come spade e da tiro come archi. Il gioco presenta 11 livelli, lo scopo di ognuno dei quali e progredire fino alla fine del percorso. Combattere i nemici è per la maggior parte delle volte opzionale e dunque evitabile anche per via dell'elevata velocità del giocatore; inoltre, non esiste alcun incentivo a combattere, perché i nemici non danno punti esperienza quando vengono sconfitti.

## Accoglienza
Arthur's Quest: Battle for the Kingdom ha ricevuto un'accoglienza estremamente negativa. GameSpot lo ha nominato come Peggior Gioco su PC dell'anno, premio vinto da Demonworld: Dark Armies; il suo editore Andrew Park lo ha votato 1.9/10, scrivendo: "o è un gioco d'azione con un design estremamente scadente o un simulatore di codardi dal ritmo frenetico in stile arcade." Andreas Misund di Gamers Hell ha dichiarato: "Un gioco che non ha quasi personalità, profondità di gioco, armi fantastiche o anche una modalità multiplayer fatto a metà, non è un gioco che posso consigliare a nessuno." Computer Games Magazine ha scritto "Se cavarvi gli occhi, conficcarvi oggetti appuntiti nelle orecchie e rompervi i polsi vi sembra un modo divertente per trascorrere la domenica pomeriggio, forse questo è il gioco che fa per voi."